# Elmar Fischer (Regisseur)

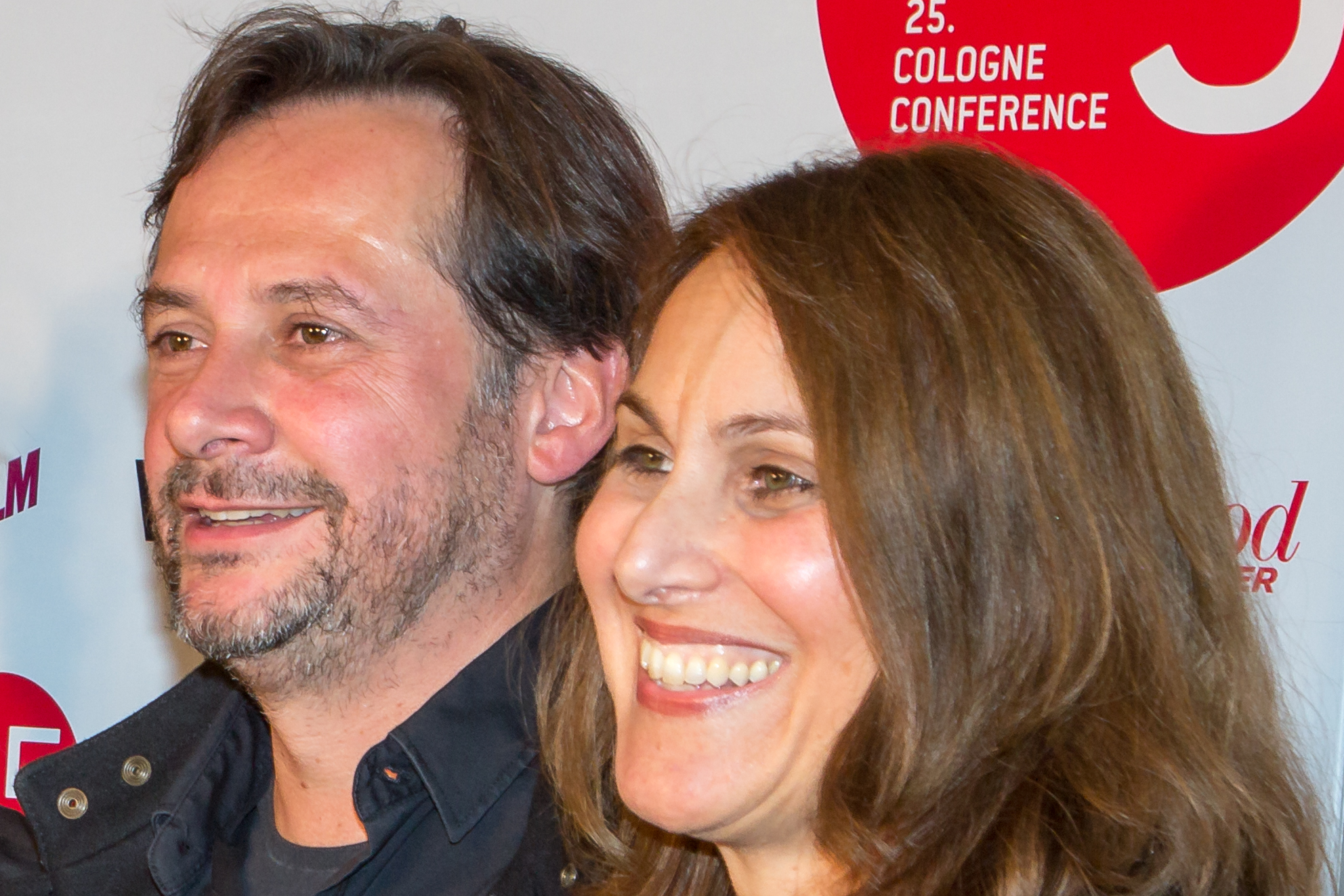
Elmar Fischer (links, mit Produzentin Nicole Swidler) bei der Premiere des WDR-Fernsehfilms Unterm Radar in Köln, 2015

Elmar Fischer (* 26. September 1968 in Geilenkirchen) ist ein deutscher Filmregisseur und Drehbuchautor.

## Leben
Aufgewachsen im rheinischen Geilenkirchen bei Aachen, machte Fischer 1988 am Cusanus-Gymnasium Erkelenz sein Abitur. Während und kurz nach seiner Schulzeit arbeitete er als freier Mitarbeiter für mehrere Lokalzeitungen.
Nach dem Abitur studierte Fischer von 1989 bis 1994 Journalismus an der Ludwig-Maximilians-Universität München und absolvierte in den Jahren 1989 bis 1993 eine Ausbildung an der Deutschen Journalistenschule München.
Seit 1992 arbeitete Fischer für verschiedene öffentlich-rechtliche und private Fernsehsender. Eine Zeitlang für RTL aus Hollywood, drehte für SAT1 eine Reportage im Kriegsgebiet des früheren Jugoslawiens und erstellte für VOX Reiseberichte aus der Südsee. 1995 gründete er mit dem Kameramann Norman Vaclavik die „hier und jetzt Fernsehproduktion“.
Nach seinem Ausscheiden bei der „hier und jetzt Fernsehproduktion“ im Jahre 2000 übernahm Fischer als Produzent die Entwicklung einer Filmreihe für Jetzt, dem Jugendmagazin der Süddeutschen Zeitung. Unter dem Label „jetzt:film“ entstanden unter der Regie von Marco Kreuzpaintner und Lars Kraume zwei Filme, die 2002 beim Filmfest München Premiere hatten. Kraumes Film Kismet – Würfel dein Leben kam 2005 in die deutschen Kinos.
Zusammen mit Tobias Kniebe schrieb Fischer das Drehbuch zu seinem ersten abendfüllenden Spielfilm Fremder Freund. Der Film lief auf Filmfestivals weltweit und wurde mit Preisen ausgezeichnet, unter anderem beim First Steps Award 2003. In den folgenden Jahren inszenierte Fischer Fernsehfilme und war als Regisseur mitverantwortlich für das Konzept und die Umsetzung der ersten beiden Stuttgarter Tatort-Folgen mit Richy Müller.
Viele seiner Filme thematisieren das aktuelle politische Geschehen und hinterfragen gesellschaftliche, politische oder auch ökonomische Mechanismen.
Sein Politthriller Unterm Radar (2015), der einen ungezügelten Polizei- und Überwachungsstaat beleuchtet, erhielt 2016 die Goldmedaille „als bester TV-Film weltweit“ beim New York Festivals World’s Best TV & Films. Hauptdarstellerin Christiane Paul wurde ein International Emmy verliehen.
Er ist seit 2011 mit der Schauspielerin Mina Tander verheiratet.

## Filmografie
- 2002: Kismet – Würfel dein Leben
- 2003: Fremder Freund
- 2006: Dornröschen erwacht
- 2007: Post Mortem – Beweise sind unsterblich – Notwehr
- 2007: Post Mortem – Beweise sind unsterblich – Die Suche
- 2008: Tatort: In eigener Sache (Fernsehreihe)
- 2008: Tatort: Hart an der Grenze
- 2009: Der Kriminalist – Zerschlagene Träume
- 2009: Der Kriminalist – Zwischen den Welten
- 2009: Der Kriminalist – Die Kronzeugin
- 2010: Bloch: Die Geisel
- 2010: Im Dschungel
- 2011: Offroad
- 2012: Bloch: Der Fremde
- 2012: Tatort: Ein neues Leben
- 2013: Tatort: Letzte Tage
- 2014: Die Chefin – Treibjagd
- 2015: Die Chefin – Die blonde Frau
- 2015: Unterm Radar
- 2016: Die Diplomatin – Das Botschaftsattentat
- 2017: Götter in Weiß
- 2018: Tatort: Borowski und das Haus der Geister
- 2020: Unsere wunderbaren Jahre
- 2021: Eine riskante Entscheidung
- 2023: Die Whistleblowerin
- 2024: Helix
- 2024: Das Quartett – Patient Nr.13
- 2025: Verhängnisvolle Leidenschaft Sylt

## Nominierungen und Auszeichnungen
- Nominierung für den Adolf-Grimme-Preis 2016 für Unterm Radar
- Goldene Medaille, New York Festival World`s Best TV & Films 2016 für Unterm Radar
- Hamburger Krimipreis 2016 für Unterm Radar
- Nominierung Jupiter Award – Bester TV-Film 2016 für Unterm Radar
- Nominierung für den Publikumspreis beim Fernsehfilmfestival Baden-Baden 2015, Unterm Radar
- Nominiert für den Prix Europa 2015 für Unterm Radar
- Nominiert bei der Cologne Conference – 2015 für Unterm Radar
- Nominiert für den Deutschen Hörfilmpreis 2013 für Bloch: Der Fremde
- Nominiert beim New York Festivals World`s Best TV & Films 2015 für Im Dschungel
- 1. Preis im Internationalen Wettbewerb beim Filmfestival Terra de Siena, Italien 2005 für Fremder Freund
- Publikumspreis, 14.FilmKunstfest Schwerin 2004 für Fremder Freund
- First Steps Bester abendfüllender Debütfilm 2003 für Fremder Freund
- Gewinner des Digital Vision Award, b.film Festival Berlin Nominierung als „Bester Film“ 2003
- Nominierung für den Förderpreis Deutscher Film 2003 für Fremder Freund
- Nominierung Kingfisher Award beim Liffe Internat. Filmfestival Ljubljana 2003 für Fremder Freund
- Publikumspreis des Filmfestivals des deutschen Kinos Mainz 2003 für Fremder Freund